# Valentina Klemenčič
Valentina Klemenčič (født 5. februar 2002 i Kranj, Slovenien) er en kvindelig slovensk håndboldspiller som spiller for RK Krim og Sloveniens kvindehåndboldlandshold.